# La Dramaturgie
La Dramaturgie est un traité d'Yves Lavandier consacré à l'art du récit dramatique. Il a été auto-publié en avril 1994 aux éditions Le Clown & l'Enfant créées par Lavandier.
L'ouvrage a par la suite été révisé en décembre 1997, novembre 2004, janvier 2008, mai 2011, janvier 2014 et février 2017.
En janvier 2019, Yves Lavandier annonce qu'il cède les droits de son livre aux Impressions nouvelles après vingt-cinq ans d'auto-édition.

## Contenu
La Dramaturgie traite de l'art du récit au théâtre, au cinéma, à la télévision, dans l'opéra, en bande dessinée et à la radio. L'auteur fait une distinction claire entre ce qui est écrit pour être vu et/ou entendu et ce qui est écrit pour être lu (la littérature).
Dans son principe, le livre fonctionne comme La Poétique d'Aristote. Il s'appuie sur l'œuvre des grands auteurs dramatiques (Age-Scarpelli, Samuel Beckett, Bertolt Brecht, Charlie Chaplin, Jean-Michel Charlier, René Goscinny, Hergé, Alfred Hitchcock, Henrik Ibsen, Ernst Lubitsch, Molière, Dino Risi, William Shakespeare, George Bernard Shaw, Sophocle, Orson Welles, Billy Wilder, etc.) pour répondre aux trois questions suivantes :
- de quoi sont faites les œuvres dramatiques ?
- pourquoi sont-elles faites ainsi ?
- que faut-il faire pour en écrire ?

L'auteur aborde les mécanismes du récit dramatique : conflit, protagoniste, objectif, enjeu, obstacles, suspense, caractérisation, structure en trois actes, préparation, ironie dramatique, comédie, activité, dialogue. Une pièce de Molière, L'École des femmes, et un film réalisé par Alfred Hitchcock, La Mort aux trousses, étaient analysés en détail jusqu'à la version de 2008. Plusieurs annexes sont consacrées à l'écriture pour enfants, aux rapports entre littérature et Dramaturgie, au court métrage ou au documentaire.
Au fil des pages, Yves Lavandier développe de nombreuses idées maîtresses. D’après lui :
- La dramaturgie préexiste au théâtre et au cinéma. La vie étant remplie de conflits et régie par des rapports de causalité, on peut dire qu’elle est aristotélicienne.
- L’art du récit s’apprend, comme toutes les activités humaines.
- La dramaturgie est un jeu qui se joue à deux : auteur-spectateur. C’est pourquoi l’ironie dramatique – qui consiste à donner au spectateur une information qu’au moins l’un des personnages ignore – est un mécanisme fondamental, omniprésent dans tous les genres (tragédie, comédie, mélodrame, suspense, thriller, etc.) et toutes les formes de récit.
- Tous les grands conteurs connaissent les règles de la narration, ne serait-ce qu’inconsciemment.
- On peut respecter les règles et tenir compte des spectateurs tout en gardant sa liberté et en restant authentiques.
- Les règles sont appelées « recettes » ou « ficelles » par ceux qui les craignent ou les méprisent.
- Il est instructif de s'interroger sur le bien-fondé des règles. On ne peut pas se contenter d'écrire : « Je vois ça dans le répertoire, donc j'en déduis une règle ». La justification des règles n'est pas seulement utile aux théoriciens. Les auteurs aussi peuvent en tirer profit.
- La dramaturgie ne doit pas être placée dans le même panier que la littérature, Molière et William Shakespeare aux côtés de Gustave Flaubert et Franz Kafka.
- Le dialogue, au théâtre ou en fiction radiophonique, est la partie visible de l’iceberg. Même en radio, la structure et la caractérisation jouent un rôle capital.
- Le théâtre est, comme le cinéma, un art de l’image.
- Pour écrire une bonne histoire, il faut trois éléments : du conflit, du conflit et du conflit.
- Le spectaculaire et le sensationnel sont des générateurs d’émotion faciles qui flirtent souvent avec le voyeurisme et la toute-puissance.
- Quand un comédien est brillant, il faut l'en féliciter en premier lieu, bien entendu, féliciter son metteur en scène mais aussi ne pas oublier de féliciter l'auteur dramatique qui lui a écrit sa partition (c'est-à-dire le personnage et la structure qui va avec).
- Le langage le plus puissant du récit est celui de la structure, loin devant le dialogue. Mais c'est aussi le plus difficile à maîtriser.
- Pour autant, le dialogue est inévitable quand on raconte une histoire humaine, y compris dans le cinéma muet où les dialogues sont nombreux, soit donnés à lire sur des cartons soit donnés à deviner par le spectateur.
- La structure en trois actes (dramatiques, et non logistiques) repose purement et simplement sur une triade universelle : avant-pendant-après. On trouve la structure en trois actes dans l’immense majorité des œuvres, y compris dans un récit aussi déstructuré que 21 Grammes.
- Le point culminant de l'action (le « climax ») se trouve logiquement à la fin du deuxième acte.
- Le suspense ne doit pas être confondu avec le mystère, Alfred Hitchcock avec Agatha Christie.
- La comédie est un traitement noble, utile et difficile. La légèreté du résultat n’est qu’une apparence, une politesse.
- En tant que moquerie des limitations humaines, la comédie peut être dévalorisante mais aussi exigeante ou compatissante.
- Les constantes du récit sont les motifs de base d’une structure fractale (cf. ci-dessous).
- La série télévisée est hautement respectable et peut produire des chefs-d’œuvre de l’art humain comme Les Soprano ou Sur écoute.
- Si les séries TV françaises veulent rivaliser avec leurs consœurs anglo-saxonnes, les décideurs doivent accepter de mettre le scénariste, et pas seulement le scénario, au centre du dispositif.
- Les enfants ont besoin de Dramaturgie de qualité. Écrire pour les enfants est une formidable école de narration.
- Les auteurs dramatiques seront toujours indispensables et continueront à répondre au triple besoin de sens, d’émotion et de distraction des humains.

## Couverture
À partir de la deuxième édition (1997) jusqu'à la septième (2017), la couverture était constituée d'une mosaïque de seize photos évoquant l'ensemble du répertoire dramatique : un masque de tragédie grecque, en référence à Œdipe roi, Hamlet, Molière dans Dom Juan, Cyrano de Bergerac, Les Lumières de la ville, Laurel et Hardy, Mère Courage et ses enfants, Citizen Kane, Jeux dangereux, En attendant Godot, Psychose, Astérix en Corse, Parfum de femme, La Petite Sirène, Un jour sans fin et la série télévisée The Peter principle.

## Le récit, structure fractale
Yves Lavandier affirme que la théorie fractale s’applique aux mécanismes du récit. La forme simple protagoniste-objectif-obstacles se retrouve à différentes échelles : la série, l’œuvre unitaire, l’acte logistique, l’acte dramatique, la séquence, la scène, jusqu’à certains dialogues. C’est la spécificité de chaque composant et la combinaison de milliers de formes simples qui donnent à chaque récit son caractère unique et son apparente originalité,.

## Polémique
Yves Lavandier pense que le principal auteur (pas le SEUL auteur mais le PRINCIPAL auteur) d'une œuvre audiovisuelle est souvent son scénariste ou même parfois l'auteur du roman ou de la pièce à l'origine du scénario (comme avec Douze hommes en colère, Le Limier, Miracle en Alabama ou la plupart des séries télévisées). Après l'avoir écrit dans Évaluer un scénario, Yves Lavandier s'en explique dans un entretien avec la Guilde française des scénaristes. 

## Livres et éditions

### Refontes de 2011 et 2014
Pour la cinquième édition de mai 2011, Yves Lavandier a décidé de garder les 500 pages de la partie majoritairement théorique et de développer les parties pratiques pour en faire de nouveaux livres. Construire un récit, paru en juin 2011, propose une méthode pour les auteurs qui veulent composer une pièce, un scénario ou une nouvelle. Évaluer un scénario, également paru en juin 2011, s’attache à la « lecture » et l'analyse des scénarios et plus généralement de tous textes dramatiques. Enfin, Récits dramatiques exemplaires, qui reste à paraître, est censé analyser une trentaine d’œuvres dont L'École des femmes et La Mort aux trousses. Même si les livres abordent les mêmes notions, l'auteur s'est efforcé de ne jamais se répéter et de proposer des exemples différents, plus théoriques dans La Dramaturgie et plus pratiques dans Construire un récit et Évaluer un scénario.

Pour l'édition datée de janvier 2014, Yves Lavandier a changé le sous-titre de La Dramaturgie. « L'art du récit » remplace « Les mécanismes du récit ». Comme il l'explique dans la préface, il s'est rendu compte que le mot « mécanismes » convenait bien à tous les artistes (cinéastes, metteurs en scène, musiciens, écrivains, dessinateurs) qui craignent ou méprisent le récit et lui refusent le statut d'art à part entière. Or le récit est bel et bien un art, un art majeur, ancestral et nécessaire au développement humain. Et Lavandier de conclure : 

« Non seulement je pense qu'avoir peur du récit ne rend service à personne mais je suis fermement convaincu que le récit est l'un des plus puissants outils qui soient pour préserver et diffuser une culture. »

### Éditions
- La Dramaturgie. Les mécanismes du récit, 2e édition, Le Clown & l'Enfant, 1997  (ISBN 978-2910606015)
- Le scénario annoté de "Oui, mais...", 1re édition, Le Clown & l'Enfant, 2001  (ISBN 978-2910606022)
- La Dramaturgie. Les mécanismes du récit, 3e édition, Le Clown & l'Enfant, 2004  (ISBN 978-2910606039)
- La Dramaturgie. Les mécanismes du récit, 4e édition, Le Clown & l'Enfant, 2008  (ISBN 978-2910606053)
- La Dramaturgie. Les mécanismes du récit, 5e édition, Le Clown & l'Enfant, 2011  (ISBN 978-2910606077)
- Construire un récit, 1re édition, Le Clown & l'Enfant, 2011  (ISBN 978-2910606060)
- Évaluer un scénario, 1re édition, Le Clown & l'Enfant, 2011  (ISBN 978-2910606091)
- La Dramaturgie. L'art du récit, 6e édition, Le Clown & l'Enfant, 2014  (ISBN 978-2910606114)
- Construire un récit, 2e édition, Le Clown & l'Enfant, 2016  (ISBN 978-2910606121)
- La Dramaturgie. L'art du récit, 7e édition, Le Clown & l'Enfant, 2017  (ISBN 978-2910606138)
- Évaluer un scénario, 2e édition, Le Clown & l'Enfant, 2018  (ISBN 978-2910606152)
- La Dramaturgie. L'art du récit, 8e édition, Les Impressions nouvelles, 2019  (ISBN 978-2874496585)
- Construire un récit, 3e édition, Les Impressions Nouvelles, 2019  (ISBN 978-2874496998)
- Évaluer un scénario, 3e édition, Les Impressions Nouvelles, 2020  (ISBN 978-2874497681)

### Traductions
La Dramaturgie a été traduit en italien (L'ABC della drammaturgia, Dino Audino Editore, 2001), en espagnol (La dramaturgia, Ediciones Internationales Universitarias, 2003), en anglais (Writing Drama, éd. Le Clown & l'Enfant, 2005) et en portugais (A dramaturgia, éd Le Clown & l'Enfant, 2013).
Une traduction chinoise est en préparation chez Peking University Press.[Quand ?]